# بیرت ایکر
بیرت ایکر (انگلیسی: Birt Acres؛ ۲۳ ژوئیهٔ ۱۸۵۴ – ۲۷ دسامبر ۱۹۱۸) یک عکاس، و پیشگام فیلم اهل بریتانیا-ایالات متحده آمریکا بود.

## بخشی از فیلمشناسی
- بازداشت جیب‌بر (۱۸۹۵)
- طنز دستگاه تصاویر متحرک بدون عنوان (۱۸۹۵)
- مسابقه اسب‌دوانی دربی (فیلم) (۱۸۹۵)
- افتتاح تونل کیل (۱۸۹۵)
- مسابقه قایق‌رانی دانشگاه آکسفورد و کمبریج (فیلم) (۱۸۹۵)
- اجرای نمایشی حیوانات یا جست و خیز سگ‌ها (۱۸۹۵)
- دریای توفانی دوور (۱۸۹۵)
- ویلیام اوارت گلدستون و اتو فون بیسمارک (۱۸۹۶)
- کانگوروی مشت‌زن (فیلم ۱۸۹۶) (۱۸۹۶)
- مسابقه بوکس یا دست‌کش‌های مبارزه (۱۸۹۶)
- دخترهای رقصان (۱۸۹۶)
- پهلوگیری در جزر و مد (۱۸۹۶)
- قایق‌های ماهیگیری گریت یارموث از بندرگاه دور می‌شوند (۱۸۹۶)